# SAI Global
SAI Global ist ein börsennotiertes australisches Unternehmen, das 2003 gegründet wurde.
Es erbringt weltweit Dienstleistungen und vertreibt Produkte aus dem Bereich des Risikomanagements, in Australien dazu Immobiliendienstleistungen aus dem Rechts-, Finanz- und Eigentumsbereich. Der Hauptsitz liegt in Sydney, Australien. Der deutsche Firmensitz befindet sich in München. SAI Global beschäftigt 2000 Mitarbeiter in 29 Ländern an 51 Standorten in Europa, Nordamerika und Asien.

## Geschichte
Am 17. Dezember 2003 wurde SAI Global gegründet. Es ist Teil der ASX 200. Die Mutterfirma Australia Standards hält eine Beteiligung von 40 % an SAI. Des Weiteren erwirbt SAI Global Limited Standards Australias Handelsgeschäft, einschließlich des Geschäfts mit Norm-Publikationen. Dies beinhaltet ein Exklusivrecht, „Australian Standards“ von Standards Australia zu veröffentlichen und bietet seinen Anteil im Rahmen des Börsengangs (IPO) der Öffentlichkeit an.
In den Jahren 2004–2014 erfolgten weitere Akquisitionen des Unternehmens, durch die es seinen Markt weiter ausbaute: Akquisition von IQMS, Steritech, Global Trust Certification, Compliance 360, Advancing Food Safety Pty Limited, Integrity Interactive Corporation, FoodCheck Limited und Imtest Laboratories Limited. Dadurch wird SAI Global NZ Limited gebildet. Ein vergrößerter Marktanteil in Südafrika kam durch Akquisition von Qpro hinzu. Weitere Akquisitionen von Cintellate Pty Limited, Enertech Aust Pty Limited, Listen Up, Quality Management Institute, ILI, EFSIS, CRS Registrars und Easy i Holdings Limited folgten.
SAI gründete 2006 mit einem Organ für Assurance-Dienstleistungen ein Joint Venture in Korea. Ebenso erfolgte die Gründung von SAI Global Eurasia 2009. Sie fusionierten mit dem neuseeländischen Assurance-Geschäft in Neuseeland und erwarben 25 % der Anteile an Telarc, nun bekannt als Telarc-SAI. Zudem erwarben sie Compliance & Ethics Learning Solutions Limited (auch bekannt als Midi). Es erfolgte die Gründung eines Joint Ventures mit einem Zertifizierungsorgan in China namens CQC-SAI. Weitere Neuerwerbe waren CCS in Großbritannien sowie die Firmen Certo und Anstat Pty Limited. 2004 expandierte SAI Global auf die asiatischen Märkte durch die Akquisition von KEMA. Seit Oktober 2014 ist die Firma nach eigenen Angaben Marktführer im kommerziellen Informationsmanagement durch die Akquisition der Exklusivrechte für den Vertrieb von Encompass in Australien.

## Branchen
SAI Global ist in vier Branchen tätig:
- Im Einzelhandel, Lebensmittel und Gesundheit; dazu gehört unter anderem die Pharma- und Biotechnologie, der Lebensmittel- und Agrarsektor und medizinische Geräte.
- Energie, Versorgungswirtschaft und Rohstoffe, zum Beispiel Öl und Gas, Metall und Bergbau sowie die Forstwirtschaft
- Industrie, Telekommunikation und Transportwesen; dies beinhaltet zum Beispiel die Automobilindustrie, Luft- und Raumfahrt und das Verteidigungswesen, den Bausektor und Transport und Logistik.
- Verwaltung, Finanzen und Dienstleistungen: Dazu gehören: Versicherungen, freie Berufe, Finanzdienstleistungen, Eigentums- und Grundstücksübertragungen und Rechtsdienstleistungen[3]

## Produkte

### Risikomanagement
Im Bereich des Risikomanagements bieten sie Unternehmen Schulungen, Zertifizierungen und Prüfungen entsprechender lokaler und internationaler Normen (z. B. ISO 9000), Zugriff auf Normen und technische Information von über 200 Einrichtungen, Compliance, Risiko, Ethik und UGS-Lösungen, verbesserte Suchfunktionalität für australische Firmen- und Personendaten, integrierte Immobiliendienstleistungen, Software und Dienstleistungen für die Verwaltung und Überwachung von Risiken und Ordnungsmäßigkeit in Bereichen wie Unternehmensrisiken, Lieferketten, Umwelt, Arbeitsschutz und Produktechtheit.
SAI Global bietet Produkte und Dienstleistungen für die Erkennung, Prüfung und Beurteilung von Ergebnissen, Entwicklung von Richtlinien, Verfahren und Kontrollen und Schulungs- und Kommunikationsprogrammen.

### Immobiliendienstleistungen
In Australien bietet SAI Global neben Eigentumsübertragungs-Software und Firmen- und Personendatensuchen auch End-to-End-Abwicklungsdienste für den Rechts-, Finanz- und Eigentumsübertragungs-Sektor. Sie sind nach Eigendarstellung der größte Anbieter von Eigentumsinformationen und Abwicklungsdiensten in Australien sowie Führende in der elektronischen Abwicklungsevolution.
Ihre End-to-End-Abwicklungsdienste beinhalten unter anderem: die Abwicklungsteilnahme, Hinterlegungsdienste bei Gericht, Suche nach Grundbuchauszügen und Eigentumsurkunden, Kontoführungsdienstleistungen, Stempel-, Hinterlegungs- und Regierungsdienste für Besitzurkunden bei lokalen Grundbuch- und Finanzämtern. Im Jahr 2015 gab es 600.000 Abwicklungen auf diesem Gebiet.
Sie betreiben einen Informationsvermittlungsdienst in Australien und bieten Zugang zu Grundstücks- und Immobilienurkunden, Online- und manuelle Eigentumssuche, Unternehmens- und Privatinsolvenzsuchen, visualisierte australische Firmen- und Personensuche.

## Vorstandsmitglieder
Der Vorstand besteht aus folgenden Mitgliedern:
- Andrew Dutton – Chairman
- Peter Mullins – Chief Executive Officer
- Peter Day, Anna Buduls, Robert Aitken und David Spence – Non-Executive Director[7]

## Management
Das Management von SAI Global setzt sich zusammen aus:
- Peter Mullins – Chief Executive Officer (seit 2014)
- Geoff Richardson – Chief Financial Officer
- Paul Butcher – Chief Commercial Officer
- Malcolm Pascoe – Chief Information Officer
- Ann Wootton – Executive General Manager Property
- Chris Jouppi – Regional Director, Americas
- Anne Scorey – Regional Director, EMEA
- Tim Jacob – Regional Director, APAC
- Hanna Myllyoja – Group General Counsel & Company Secretary
- Kim Jenkins – Director: Strategy, Mergers and Acquisitions,
- Cara Reil – Group Director, Human Resources[8]

## Veröffentlichungen
- Governance, Risk and Compliance – Complex Issues, one clear Solution. SAI Global – Informationsbroschüre
- Legal Best Practice. SAI Global – Informationsbroschüre 2010
- SAI Global Training Courses, SAI Global – Informationsbroschüre 2013